# Gozo Party
Gozo Party (malt. Partit Għawdxi) – partia polityczna na Malcie działająca w latach 1947–1950.

## Historia
Partia została założona w kwietniu 1947 przez Francesco Masiniego. W wyborach parlamentarnych w październiku 1947 walczyła w ósmym okręgu, który obejmował Gozo, nominując siedmiu kandydatów. Z pięciu mandatów w okręgu partia zdobyła trzy, a Anton Calleja, Guzeppi Cefai i Masini zostali wybrani jako reprezentanci partii. Jednak partia nie brała już udziału w żadnych dalszych wyborach.

## Ideologia
Partia dążyła do uzyskania lepszej reprezentacji i większych środków finansowych dla Gozo.

## Wyniki wyborów
| Wybory | Głosy | % | Miejsca w parlamencie | +/– | Pozycja partii |
| ------ | ----- | - | --------------------- | --- | -------------- |
| 1947   | 5491  | 5 | 3/40                  | 3   | 4              |